# تام کیم
کیم جو هیونگ (کره‌ای: 김주형؛ زادهٔ ۲۱ ژوئن ۲۰۰۲) که بیشتر با نام تام کیم (انگلیسی: Tom Kim) شناخته می‌شود، گلف‌باز اهل کره جنوبی است.